# Helicoprimnoa
Helicoprimnoa is een geslacht van neteldieren uit de klasse van de Anthozoa (bloemdieren).

## Soort
- Helicoprimnoa fasciola Cairns, 2012